# Karl Decker (futbolista)
Karl Decker (5 de septiembre de 1921 - 27 de septiembre de 2005) fue un futbolista y entrenador austríaco. Jugaba de mediocampista. Se le reconoce como el 4.º mediocampista más goleador de la historia del fútbol, con un promedio de 0.95 goles por partido.

## Selección nacional
Decker fue seleccionado nacional de fútbol tanto para Alemania como para Austria, anotando 27 goles en 33 partidos.
Con la Selección de Alemania disputó 8 partidos y anotó 8 goles. Posteriormente, con la Selección de Austria disputó 25 partidos y anotó 19 goles.

## Trayectoria
| Equipo        | Temporadas | Partidos | Goles | Promedio |
| ------------- | ---------- | -------- | ----- | -------- |
| First Vienna  | 1938-1952  | 229      | 255   | 1.11     |
| Sturm Graz    | 1952-1954  | 35       | 18    | 0.51     |
| Sochaux       | 1954-1956  | 37       | 15    | 0.41     |
| Grenchen      | 1956-1958  | 1        | 0     | 0.00     |
| Total carrera | 1964–1982  | 302      | 288   | 0.95     |

## Palmarés

### Títulos nacionales
| Título           | Club         | País    | Año  |
| ---------------- | ------------ | ------- | ---- |
| Bundesliga       | First Vienna | Austria | 1942 |
| Bundesliga       | First Vienna | Austria | 1943 |
| Copa de Alemania | First Vienna | Austria | 1943 |
| Bundesliga       | First Vienna | Austria | 1944 |

### Distinciones individuales
| Distinción                                  | Año  |
| ------------------------------------------- | ---- |
| Máximo goleador de la Bundesliga (33 goles) | 1944 |
| Máximo goleador de la Bundesliga (23 goles) | 1950 |